# Fred Antoine Angermayer
Fred Antoine Angermayer (Mauthausen, 7 dicembre 1889 – Vienna, 21 luglio 1951) è stato un drammaturgo tedesco.
Dapprima influenzato da Friedrich Wilhelm Nietzsche, subì l'influsso dell'espressionismo e sviluppò un'attenta e ironica critica della società sul modello di Carl Sternheim.